# Waldfriedhof Grünau
Der Waldfriedhof Grünau befindet sich an der Rabindranath-Tagore-Straße 18–20 in Verlängerung des Horst-Kunze-Weges im Ortsteil Grünau des Berliner Bezirks Treptow-Köpenick. Ein weiterer Zugang ist über den verlängerten Kablower Weg waldseitig aus Richtung Bohnsdorf möglich. Der Friedhof wurde 1920/21 am Berliner Stadtforst Grünau angelegt und umfasst eine Fläche von 27.800 m².

## Geschichte
Im Jahr 1749 gründeten vier aus der Pfalz stammende Kolonistenfamilien, die sich auf Geheiß des preußischen Königs Friedrich des Großen unweit des am Langen See gelegenen Forsthauses Steinbinde ansiedelten, die Siedlung an der Grünen Aue.
Grünau verfügte bis 1906 über keine eigene Kirche, sondern war kirchlich der Gemeinde und Dorfkirche Bohnsdorf zugeordnet. In der Anfangszeit wurden die zahlenmäßig wenigen Verstorbenen aus Grünau deshalb auf dem Bohnsdorfer Dorfkirchhof bestattet.
Kurz vor Mitte des 18. Jahrhunderts wurde auch im Kolonistendorf Grünau ein erster Friedhof angelegt, der sich etwas zurückgesetzt an der damaligen Friedrichstraße (seit 1936 Teil der Regattastraße), gegenüber vom heutigen Bürgerhaus Grünau, befand. Im Jahr 1874 wurde dieser wieder aufgehoben, nachdem umliegende Flächen bebaut waren und der Friedhof sich als zu klein erwies. Nach Ablauf der Ruhezeit der Gräber von 30 Jahren wurde dort ein Kohlehof angelegt. Seit den 1990er Jahren ist das Gelände mit mehreren Stadtvillen bebaut.
Mit der Aufhebung des Friedhofs Friedrichstraße entstand ab 1874 nördlich der heutigen Wassersportallee ein neuer Friedhof in noch völlig bewaldeter Umgebung – in Nähe der später hier errichteten Friedenskirche. Er lag genau an der heutigen Kreuzung Walchensee-/Kochelseestraße. Ab Januar 1922 wurde der nun in kommunale Trägerschaft überführte Friedhof für neue Beisetzungen geschlossen. Erbbegräbnisse durften weiter genutzt werden.
Bis in die 1960er Jahre war der Friedhof noch erhalten, wurde jedoch in einer kurzen Aktion mit einer Reihe historisch wertvoller Erbbegräbnisse und Anlagen ohne vorherige Information der Öffentlichkeit eingeebnet. Heute befindet sich dort eine öffentliche Grünanlage mit Kinderspielplatz, die kaum noch an den früheren Alten Friedhof Grünau an der Stelle erinnert.
1920 entschied die Gemeinde Grünau, mit der Eingemeindung in Groß-Berlin einen neuen Friedhof anzulegen und machte dafür eine Fläche mitten im Wald am Alten Postweg (später Rabindranath-Tagore-Straße) urbar. Beim Roden des Waldes verschwanden einige für diesen Forst typische Baumarten, wodurch sich der Baumbestand des Friedhofes deutlich vom umliegenden Mischwald unterscheidet.

## Beschreibung

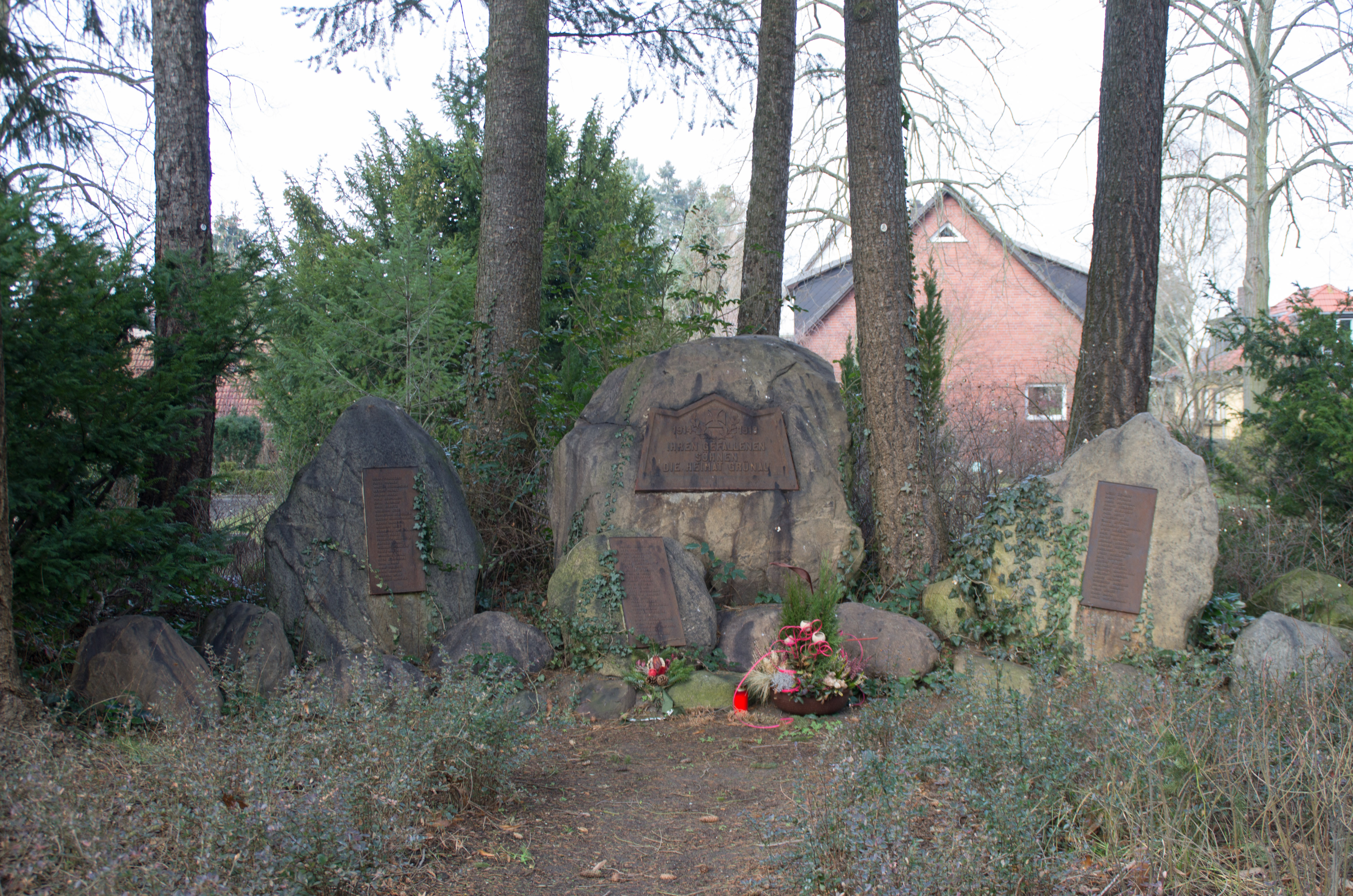
Kriegerdenkmal

Der Waldfriedhof Grünau besitzt als zentrale Achse eine von Linden gesäumte Mittelallee. Diese wird im ersten Drittel durch eine langgezogene Mauer begleitet, an der Gefallene des Ersten Weltkrieges bestattet wurden. Zum Abschluss erinnert auf der westlichen Seite ein aus Findlingen gestaltetes Kriegerdenkmal für die im Ersten Weltkrieg 1914–1918 gefallenen Grünauer. An den Außenseiten der gesamten Friedhofsanlage befinden sich kleine Gedenksteine für die Opfer des Zweiten Weltkrieges, darunter einige namenlose oder mit unbekannten Namen.
1921 wurden die Feierhalle und zwei damals zu Wohnzwecken genutzte Torhäuser beiderseits des Eingangsportals fertiggestellt. Am 18. Oktober 1921 fand laut Totenbuch der evangelischen Kirche Grünau das erste Begräbnis auf dem neuen Friedhof statt. Ein Bombentreffer am Ende des Zweiten Weltkriegs zerstörte 1945 die Feierhalle. Das östliche Torhaus wurde danach zu einer kleinen Feierhalle umgebaut, die ursprünglich nur als Übergangslösung gedacht war. Ein Neubau konnte zu DDR-Zeiten aber nicht verwirklicht werden.
Im Jahr 1961 wurde auf Initiative des bis 1982 an der Straße wohnenden, seitdem auf dem Waldfriedhof ruhenden Indologen Professor Walter Ruben die anliegende Straße nach dem indischen Dichter Rabindranath Tagore umbenannt, .
Für den Bau einer weiteren Landebahn am Flughafen Schönefeld wurde der evangelische Waldfriedhof Bohnsdorf aufgehoben. Dafür erweiterte die Stadtbezirksverwaltung den Grünauer Friedhof in südlicher Richtung um 3.000 m². Die Bohnsdorfer Toten wurden größtenteils hierher umgebettet.
Im Jahr 2005 mussten die beiden Torhäuser aus der Anfangszeit wegen Baufälligkeit abgerissen werden. In der Mitte des Areals entstand ein neues Mehrzweckgebäude mit Feierhalle.

## Grabmäler und Persönlichkeiten

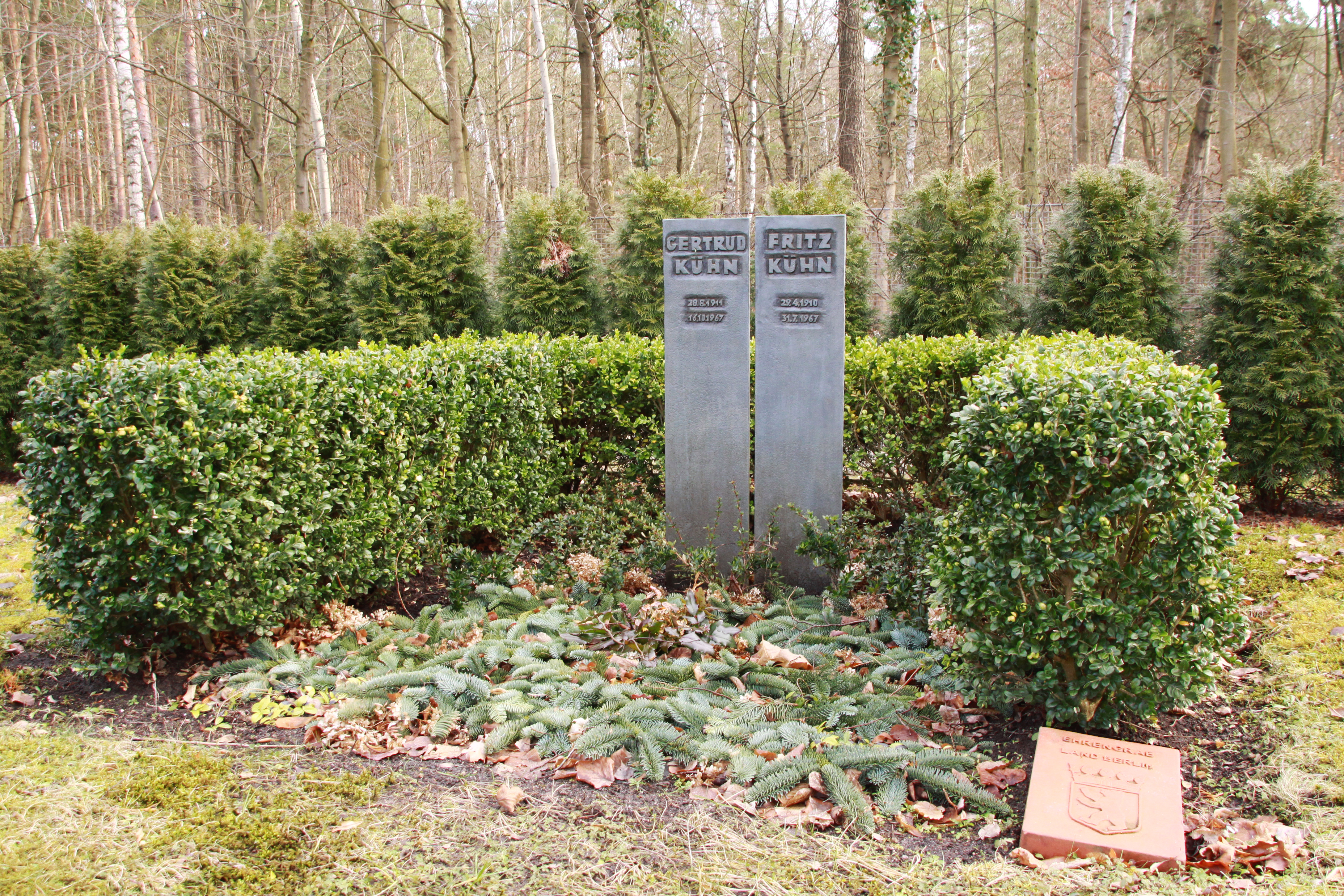
Berliner Ehrengrab Fritz Kühn

Auf dem Waldfriedhof Grünau ruhen neben zahlreichen Grünauer Lokalgrößen unter anderem folgende Persönlichkeiten:
- Gerhard Beil (1926–2010), Minister für Außenhandel der DDR
- Lore Börner (1928–2011), Numismatikerin
- Friedrich Dickel (1913–1993), Innenminister der DDR
- Gerd Ehlers (1924–1988), Schauspieler
- Heinz Fischer (1901–1982), Dokumentarfilmregisseur
- Karl Grünberg (1891–1972), Schriftsteller
- Wolfgang Heyl (1921–2014), Politiker (CDU der DDR)
- Hans-Joachim Hoffmann (1929–1994), Minister für Kultur der DDR
- Wolfgang Junker (1929–1990), Minister für Bauwesen der DDR
- Fritz Kühn (1910–1967), Kunstschmied und Metallbildhauer (Ehrengrab des Landes Berlin)
- Horst Kunze (1909–2000), Direktor der Berliner Staatsbibliothek
- Arno Langenbach (1928–2010), Mathematiker
- Helmuth Lichey (1910–1991), Stadtgartendirektor
- Fritz Ohse (1892–1978), Maler
- Adolf Otto (1872–1943), Generalsekretär der Deutschen Gartenstadtgesellschaft
- Heinz Quermann (1921–2003), Entertainer des Fernsehens der DDR[2]
- Walter Ruben (1899–1982), Indologe
- Horst Sölle (1924–2016), Minister für Außenhandel der DDR
- Otfried Steger (1926–2002), Minister für Elektrotechnik und Elektronik der DDR
- Reinhard Uhlig (1935–2007), Ärztlicher Direktor des VP-Krankenhauses Berlin
- Karl-Heinz Wagner (1928–2011), stellvertretender Innenminister der DDR
- Helmut Wunderlich (1919–1994), Minister für Allgemeinen Maschinenbau der DDR